# Nigel Spivey

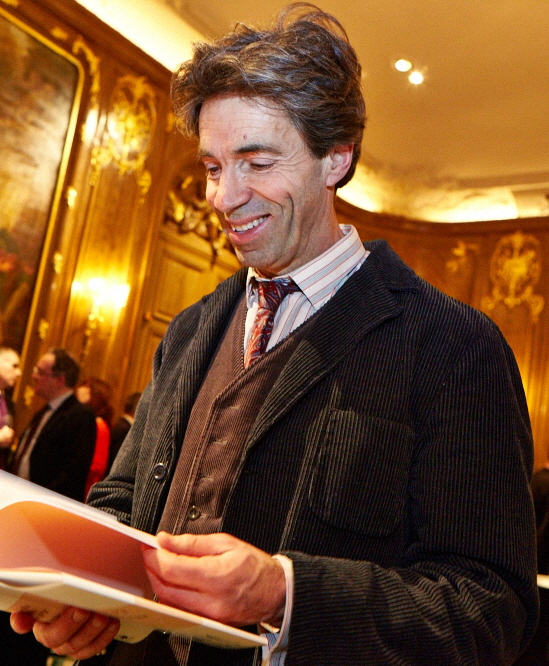
Nigel Spivey. Fotografía tomada el 7 de marzo de 2013.

Nigel Jonathan Spivey (Inglaterra, 18 de octubre de 1958) es un académico, experto en arqueología y clasicista británico.
Estudió en la Universidad de Cambridge, donde hoy día es profesor. También es fellow del Emmanuel College y ha trabajado para la televisión. Sus trabajos versan sobre todo sobre en los etruscos y los Juegos Olímpicos.

## TV
- BBC: How Art Made the World, 2005
- ITV: Digging for Jesus, 2005
- Channel 5: Kings and Queens & Heroes of World War II.